# ジェンセン・インターセプター
ジェンセン・インターセプター（Jensen Interceptor ）はイギリスの自動車メーカーであるジェンセン・モーターズが1966年から1976年まで製造していた高級GTである。

## 概要

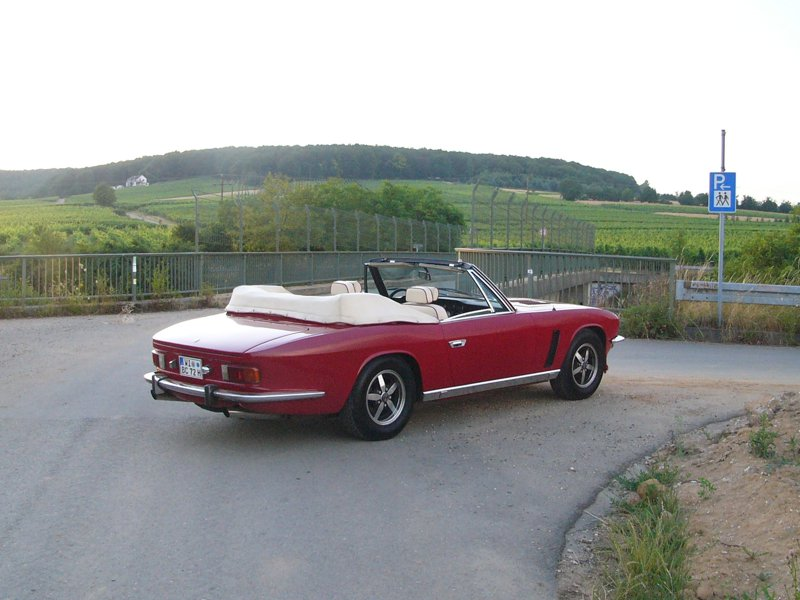
コンバーチブル

イタリアのカロッツェリア・トゥーリングによる車体デザイン、アメリカ・クライスラー製V型8気筒6,276 cc330～390馬力（グロス）エンジン、それにイギリス製高級車ならではの上質で豪華な仕立てと内装とを組み合わせたグランツーリスモ（高性能車）として1966年にデビューした。車体パネルはイタリアのヴィニャーレで製作され、元々コーチビルダーであったジェンセンで組み立てられた。大きなリアウィンドウはハッチバック式となっていた。
サスペンションは前輪がダブルウィッシュボーン・コイル、後輪は半楕円リーフリジッドと平凡な設計であったが充分にチューニングされていた。また4輪ディスクブレーキを装備していた。1971年に3キャブレター390馬力（グロス）の高性能モデル「SP」が追加、1972年以降ベースモデルが7,218 cc284馬力（ネット）仕様エンジンに変更された。1974年にオリジナルボディに加えて開閉式ソフトトップの「コンバーチブル」が、翌1975年にはコンバーチブルをハードトップスタイルの2ドアクーペとした「クーペ」も追加された。しかし1973年末の第一次石油危機で需要は低迷しており、1976年のジェンセン・モーターズ倒産により生産終了した。累計生産台数は6,408台。
日本には当時の輸入元・コーンズによって輸入された。1972年当時の価格は980万円と極めて高価であったが、ベントレーやアストンマーティンなど他のイギリス製高級車に比べると相対的には安価であった。
四輪駆動のジェンセン・FFが姉妹モデルとして同時開発されている。

## 復活
1988年には復活再生産が開始された。シャシーやボディはそのままで、同じクライスラー製のジープ・グランドワゴニア用V型8気筒5,898 cc243馬力エンジンをチューンして搭載し、1993年まで生産された。
イギリスには、インターセプターを持ち込むと、エンジンやブレーキなどを復活再生産版と同等か、もっと新しい物に載せ替えるリファビッシュを行う工場がある。なお改造車として登録するため、一部の部品はあえて旧式のままである。

## リメイク
2007年に自動車ディーラーの「Cropredy Bridge」という企業が、インターセプターを現代風にリメイクした「インターセプターS」を限定50台で販売し、さらに2009年にはCropredy Bridgeを前身とする「V Eight」という企業が、インターセプターをさらにリメイクした「インターセプターSX」を発表した。
[2].